# Пиндель, Роман
Ро́ман Пи́ндель (пол. Roman Pindel, 18 ноября 1958 года, Освенцим, Малопольское воеводство, Польша) — католический прелат, ректор краковской Высшей духовной семинарии с 2011 года, епископ Бельско-Живеца с 16 ноября 2013 года.

## Биография
С 1977 по 1983 год Роман Пиндель обучался в краковской семинарии. 22 мая 1983 года был рукоположён в священника, после чего служил в различных приходах краковской архиепархии. С 1986 года обучался в Папском университете имени Иоанна Павла II в Кракове, где в 1990 году защитил диссертацию по теме «Chrystus jako Arcykapłan współczujący według Listu do Hebrajczyków» и получил научную степень доктора богословия. С 2004 по 2011 год был духовным отцом в Краковской семинарии. С 2011 года стал её ректором.
16 ноября 2013 года Римский папа Франциск назначил Романа Пинделя епископом епархии Бельско-Живеца.